# Carcelia xishuangbannanica
Carcelia xishuangbannanica là một loài ruồi trong họ Tachinidae.